# Sông Douro
Sông Douro hay sông Duero (tiếng Latinh: Durius, tiếng Tây Ban Nha: Río Duero, phát âm ['dwe̞ɾo̞], tiếng Bồ Đào Nha: Rio Douro, phát âm ['doɾu] là một trong số các con sông chính và nổi tiếng nhất của bán đảo Iberia, chảy từ thượng nguồn của nó gần Duruelo de la Sierra trong tỉnh Soria xuyên qua phần trung-bắc Tây Ban Nha và Bồ Đào Nha tới cửa sông của nó tại Porto. Chiều dài tổng cộng của nó là 897 km, trong đó chỉ có đoạn chảy qua Bồ Đào Nha là có thể phục vụ cho giao thông thủy cho các tàu bè nhẹ. Nó là con sông lớn thứ hai trên bán đảo Iberia, chỉ sau sông Tajo (Tejo/Tagus).
Tên gọi con sông này có thể có nguồn gốc từ ngôn ngữ của các bộ lạc Celt từng sinh sống trong khu vực này trước thời kỳ La Mã. Tuy nhiên, mặc dù trong tiếng Wales hiện đại dwr là 'nước', nhưng gốc từ tiếng Celt là *dubro-.

## Lộ trình

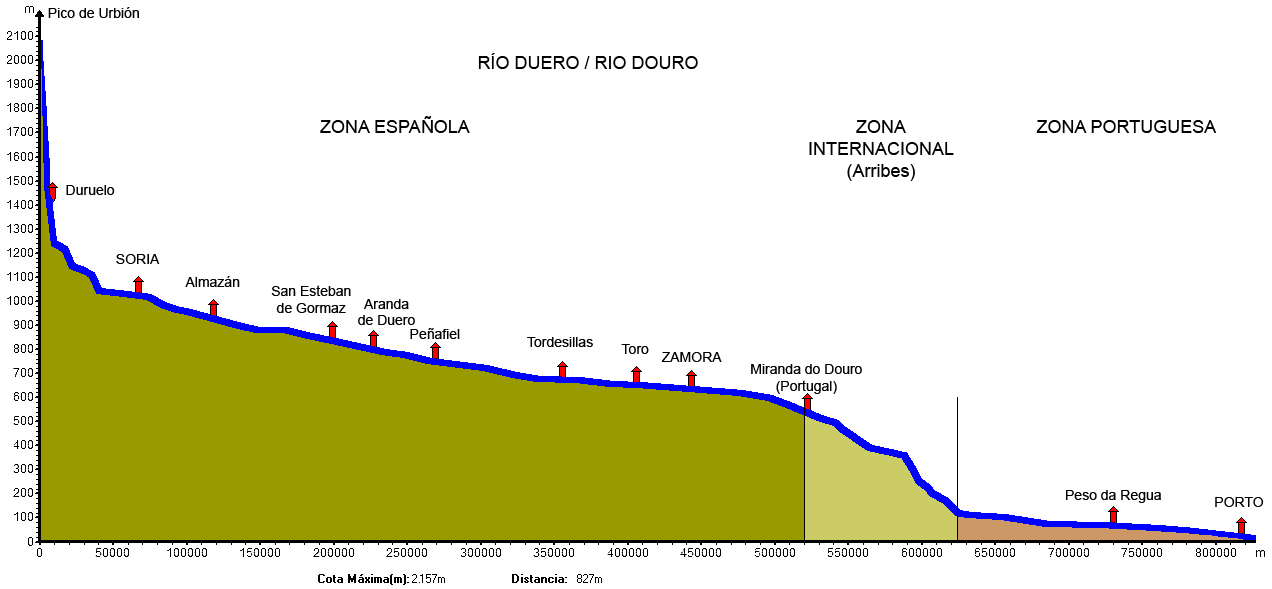
Mặt cắt thiết diện sông Douro, từ đầu nguồn tới cửa sông

Sông Duero bắt nguồn từ các sườn dốc phía nam của Picos de Urbión (sơn hệ Ibérico) ở độ cao khoảng 2.160 m thuộc địa phận Duruelo de la Sierra của tỉnh Soria. Đoạn khởi nguồn này chảy qua các lớp đá có niên đại thuộc đại Cổ sinh, dài khoảng 73 km với độ dốc cao, tới 15 m/km để hạ độ cao xuống còn khoảng 1.100 m trên mực nước biển tại khu vực đập Cuerda del Pozo. Lưu lượng nước trung bình đo được trong khu vực này khoảng 150 m³/s.
Trong đoạn tiếp theo thuộc Tây Ban Nha dài khoảng 500 km, sông Duero chảy qua meseta Castilla và ngoằn ngoèo uốn khúc qua 5 tỉnh của cộng đồng tự trị Castilla và Leon: Soria, Burgos, Valladolid, Zamora và Salamanca, vượt qua các thành phố và thị xã như Soria, Almazán, Aranda de Duero, Tordesillas và Zamora. Độ dốc tại đây khá nhỏ, chỉ khoảng 1 m/km và con sông chở theo các bồi tích thuộc đại Tân sinh.

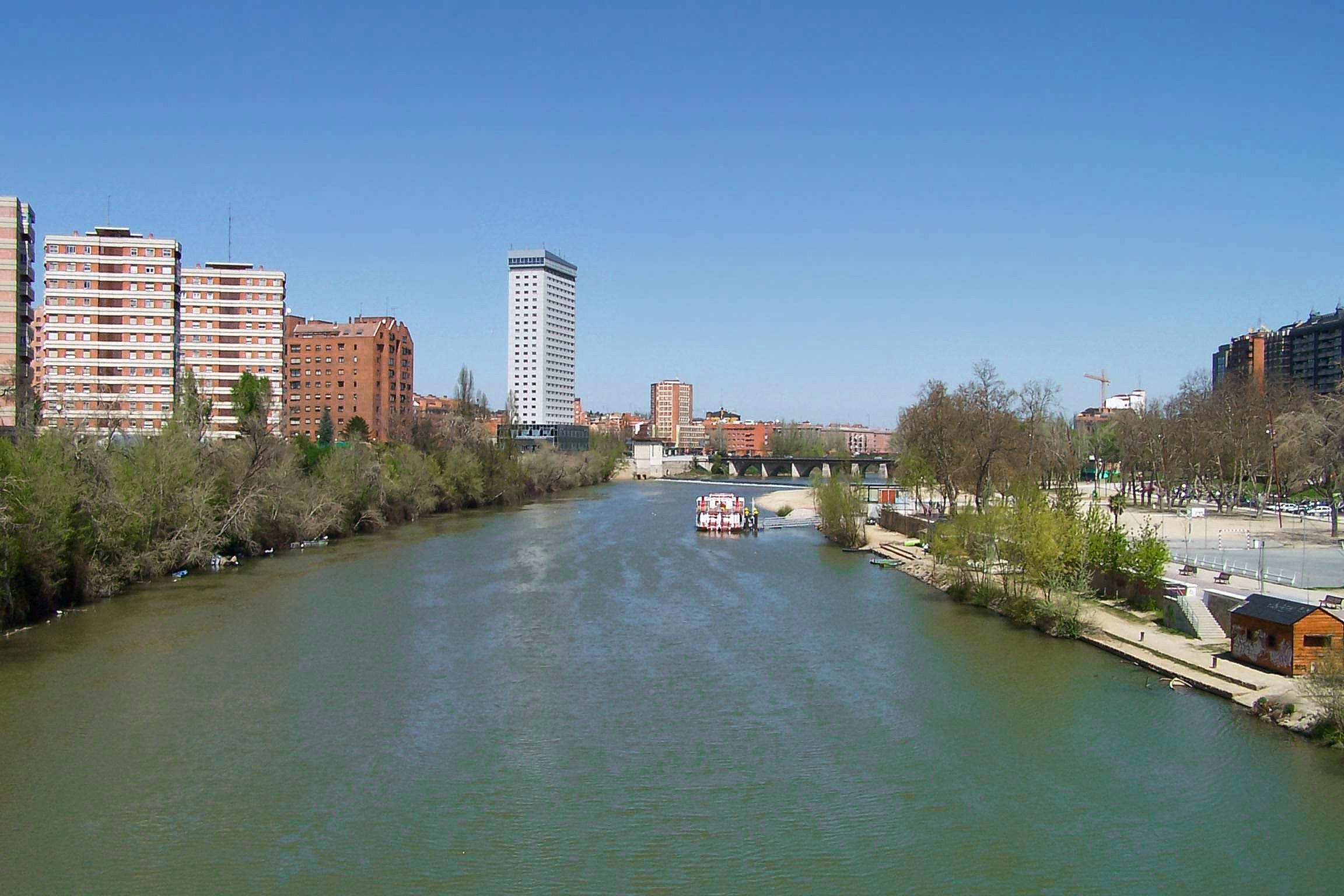
Sông Pisuerga (phụ lưu sông Duero) ở Valladolid

Trong khu vực này chỉ có một vài chi lưu lớn của sông Duero, quan trọng nhất trong số đó là sông Tormes chảy qua hai tỉnh Ávila và Salamanca, sông Pisuerga chảy qua Valladolid, sông Huebra, sông Esla chảy qua Benavente. Phần lớn khu vực này là bình nguyên với khí hậu bán khô cằn, mặc dù các chi lưu phía bắc thu nước từ dãy núi Cantábrica, làm cho nó trở nên ẩm ướt hơn, cộng với sự góp nước dồi dào từ các sông Tormes, Huebra và Águeda ở phía nam, do đó lưu lượng nước trung bình đo được trong khu vực này biến thiên trong khoảng từ 212 tới 490 m³/s. Nơi đây chủ yếu là gieo trồng lúa mì và ở một vài nơi, đặc biệt gần Aranda de Duero, trồng nho để sản xuất rượu vang, trong khu vực rượu vang Ribera del Duero. Chăn thả cừu cũng đóng vai trò quan trọng.
Chảy tới Salamanca và Zamora, trên biên giới với Bồ Đào Nha, sông Duero lại chảy qua các lớp đá granit đại Cổ sinh. Lòng sông bị thu hẹp và độ cao giảm đột ngột khoảng trên 400 m xuống chỉ còn chưa tới 150 m (khoảng 4 m/km). Ở đây có nhiều đập nước để phát điện, được chia đều giữa Tây Ban Nha và Bồ Đào Nha theo thỏa thuận được ký giữa 2 quốc gia này năm 1927. Trên thủy trình dài 112 km này, con sông này tạo thành một phần của đường biên giới quốc gia giữa Tây Ban Nha và Bồ Đào Nha, trong khu vực với các hẻm núi hẹp, làm cho nó trở thành vật cản lịch sử để chống lại các cuộc xâm lấn và là đường phân chia ngôn ngữ. Khu vực cô lập này hiện nay được bảo vệ. Nó là Vườn thiên nhiên quốc tế Douro (Parque Natural de Arribes del Duero/Parque Natural de Arribes del Douro). Lưu lượng nước trung bình đo được trong khu vực này khoảng 570 m³/s.

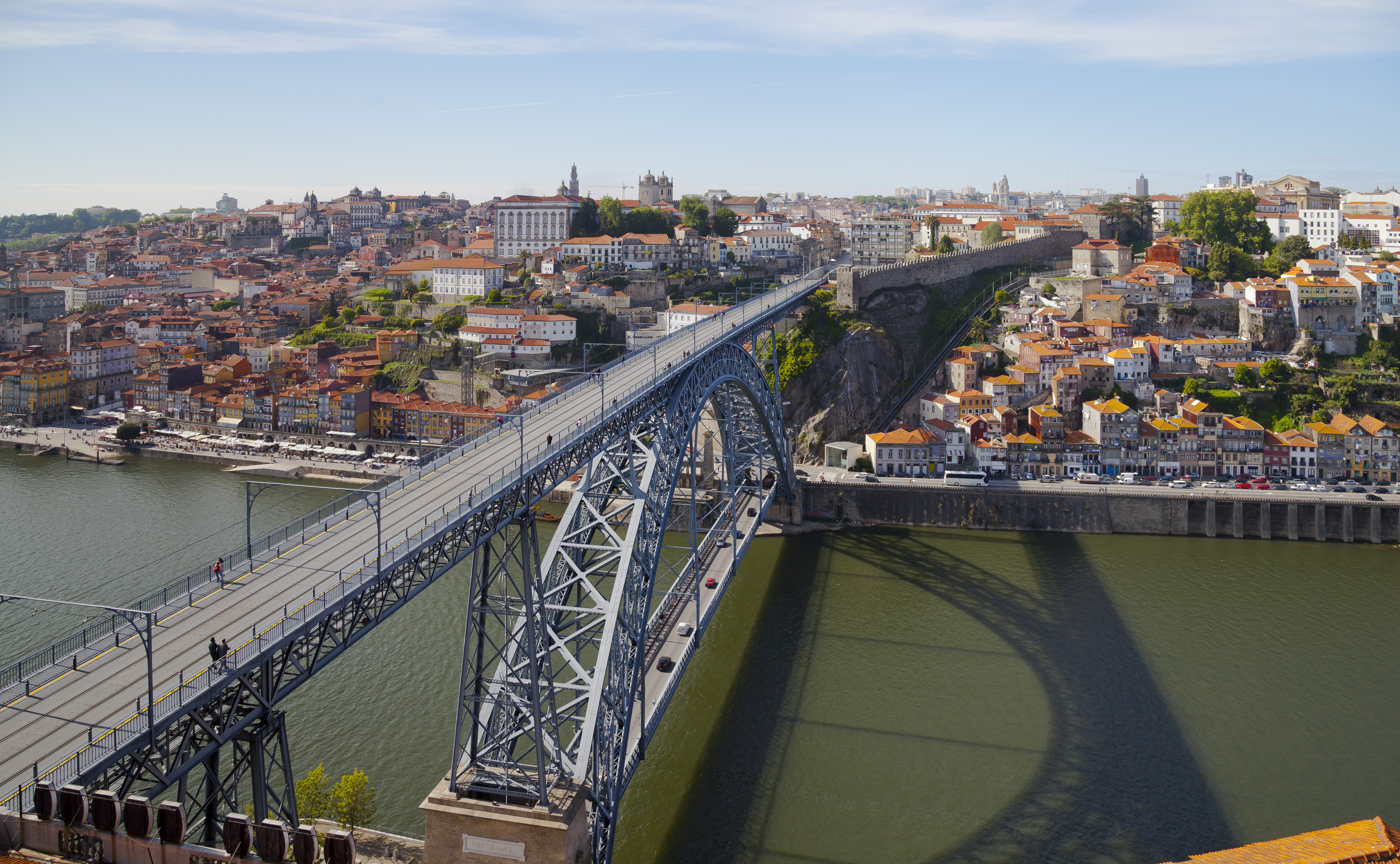
Cầu hai tầng Dom Luís I trên sông Douro, nối liền thành phố Porto và Vila Nova de Gaia, Bồ Đào Nha, được xây dựng từ năm 1881 đến 1887.

Khi sông Douro chảy vào Bồ Đào Nha thì các trung tâm dân cư chính ít thấy hơn. Ngoại trừ Porto và Vila Nova de Gaia tại khu vực cửa sông thì các trung tâm dân cư đáng chú ý khác chỉ có Foz do Tua, Pinhão và Peso da Régua. Đoạn sông này dài khoảng 213 km. Từ cửa sông Águeda tới Đại Tây Dương ở Porto sông Douro có độ dốc thấp (0,6 m/km) với lưu lượng nước trung bình đo được tại Porto khoảng 650–675 m³/s. Các chi lưu nhỏ và chảy xuyên qua các hẻm núi để hòa vào sông lớn. Quan trọng nhất trong số này là sông Côa, sông Águeda, sông Tua, sông Sabor, sông Corgo, sông Tavora, sông Paiva, sông Tâmega và sông Sousa. Các con sông nhỏ, nước chảy xiết này không phù hợp cho giao thông thủy. Khu vực vang Alto Douro, một khu vực nằm trong thung lũng Douro ở Bồ Đào Nha được UNESCO phân loại như là Di sản thế giới.
Tại Bồ Đào Nha, sông Douro chảy qua các districto như Bragança, Guarda, Viseu, Vila Real, Aveiro và Porto. Porto là thành phố trung tâm lớn tại miền bắc Bồ Đào Nha và trung tâm lịch sử của thành phố này được UNESCO công nhận là di sản thế giới từ năm 1996.

## Các ngành kinh tế quan trọng

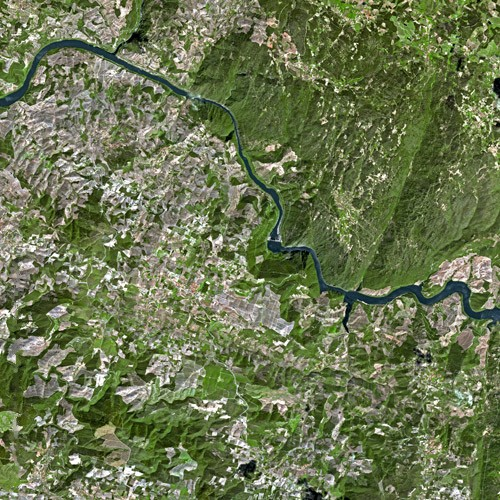
Sông Douro nhìn từ Spot Satellite

Các khúc sông thuộc Bồ Đào Nha của Douro có tiểu khí hậu thích hợp cho việc gieo trồng ô liu, hạnh và đặc biệt là nho để sản xuất vang Porto nối tiếng. Khu vực xung quanh Pinhão và São João da Pesqueira được coi là trung tâm vang Porto, với các quintas hay trang trại đẹp như mơ bám chặt lấy các sườn dốc gần như thẳng đứng xuôi xuống tới các bờ sông. Nhiều quintas trong số này thuộc về các công ty rượu vang đa quốc gia và đáng để đến thăm.
Theo truyền thống, rượu vang được đóng trong các thùng gỗ và đưa xuống sông vào các thuyền đáy bằng gọi là rabelos để vận chuyển tới các hầm lưu giữ tại Vila Nova de Gaia trên bờ phía nam đối diện với Porto. Trong thập niên 1950 và 1960 các đập nước được xây dựng dọc theo con sông này đã kết thúc việc vận chuyển rượu vang bằng đường thủy. Hiện tại có 9 đập nước trên sông Douro đoạn thuộc Bồ Đào Nha làm cho dòng chảy của nước sông ôn hòa hơn cũng như để phát điện. Hiện nay, vang Porto được vận chuyển trong các bồn trên xe tải.
Gần đây, công nghiệp du lịch thịnh vượng đã được phát triển dựa trên những cuộc đi chơi từ Porto tới các điểm dọc theo Thượng thung lũng Douro. Các con thuyền vượt qua các đập nước này nhờ hệ thống âu thuyền.
Đường sắt Linha do Douro nối liền Porto, Rio Tinto, Ermesinde, Valongo, Paredes, Penafiel, Livração, Marco de Canaveses, Régua, Tua và Pocinho. Pocinho nằm gần thành phố Foz Côa và gần với Sítios de arte rupestre do Vale do Côa, (một khu vực di chỉ nghệ thuật đá tiền sử), một di sản thế giới khác của UNESCO (từ năm 1998).

## Đô thị
Các đô thị chính ven sông là
- Tại Tây Ban Nha: Soria, Almazán, Aranda de Duero, Tordesillas, Zamora
- Tại Bồ Đào Nha: Miranda do Douro, Foz Côa, Peso da Régua, Lamego, Vila Nova de Gaia, và Porto (Oporto).

Các đô thị đông đúc dân cư nhất dọc theo sông Douro là Valladolid, Zamora, Porto và Vila Nova de Gaia. Hai đô thị cuối nằm tại cửa sông Douro.

## Thư viện ảnh

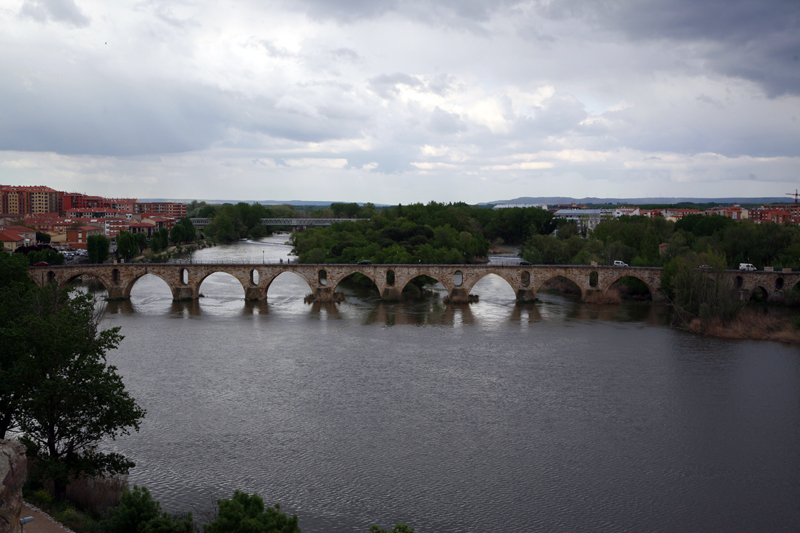
Sông Douro tại Zamora (Tây Ban Nha)
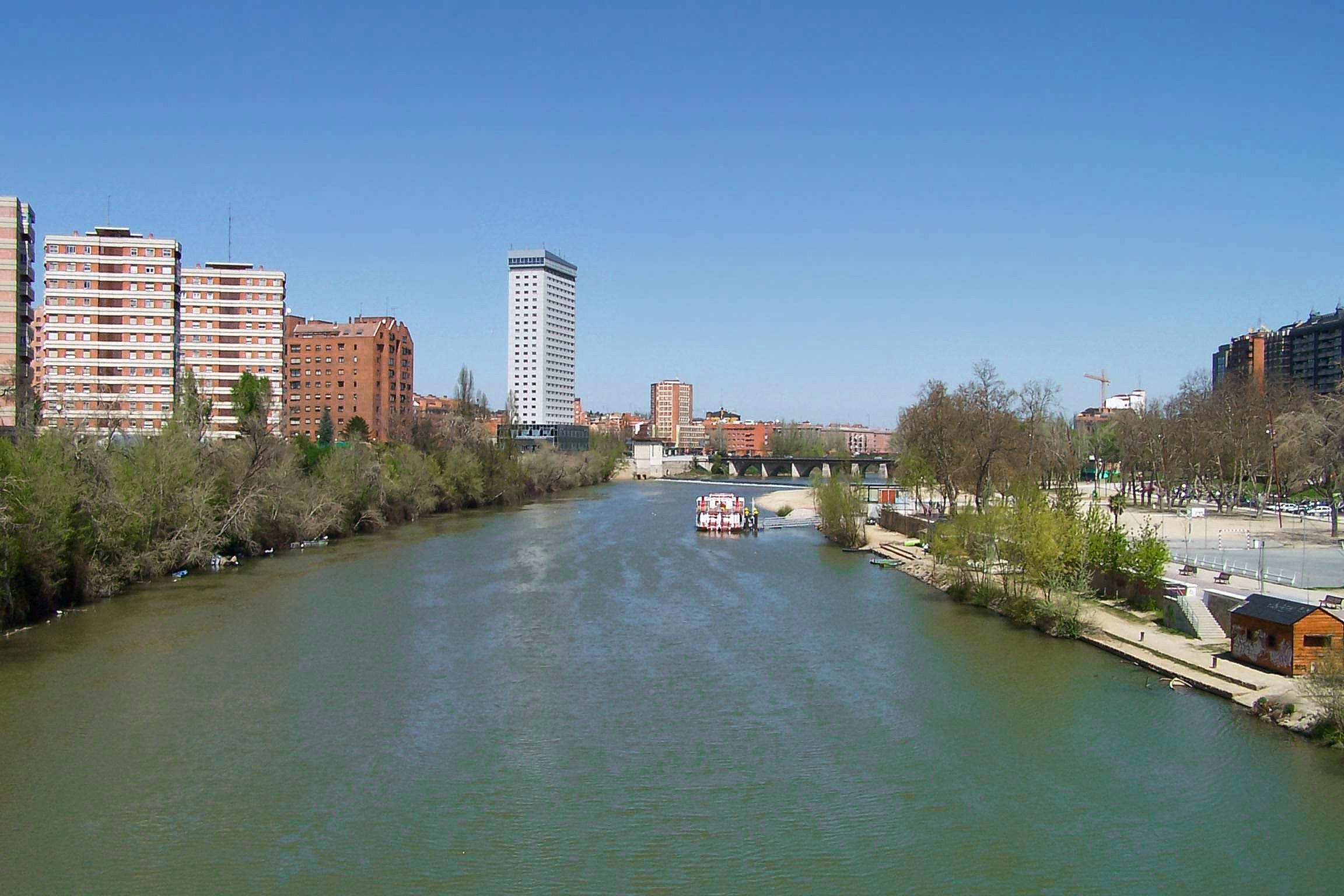
Sông Pisuerga (chi lưu của sông Duero) tại Valladolid
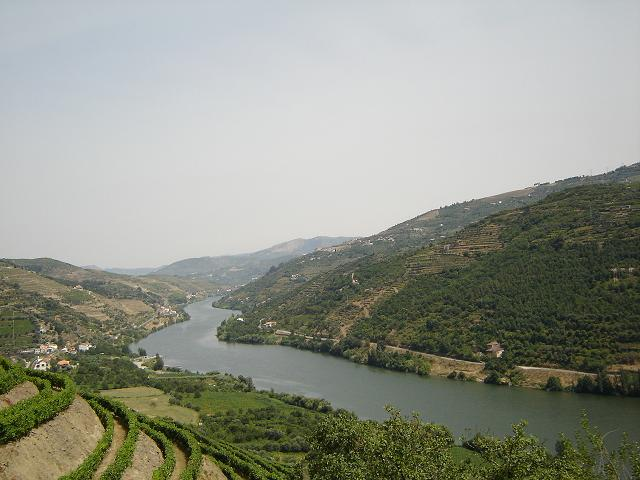
Thung lũng Douro nơi trồng nho để sản xuất vang Porto
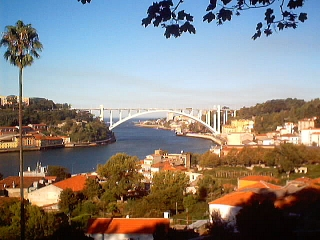
Cửa sông Douro nhìn từ Crystal Palace Gardens ở Porto, nhìn về phía tây
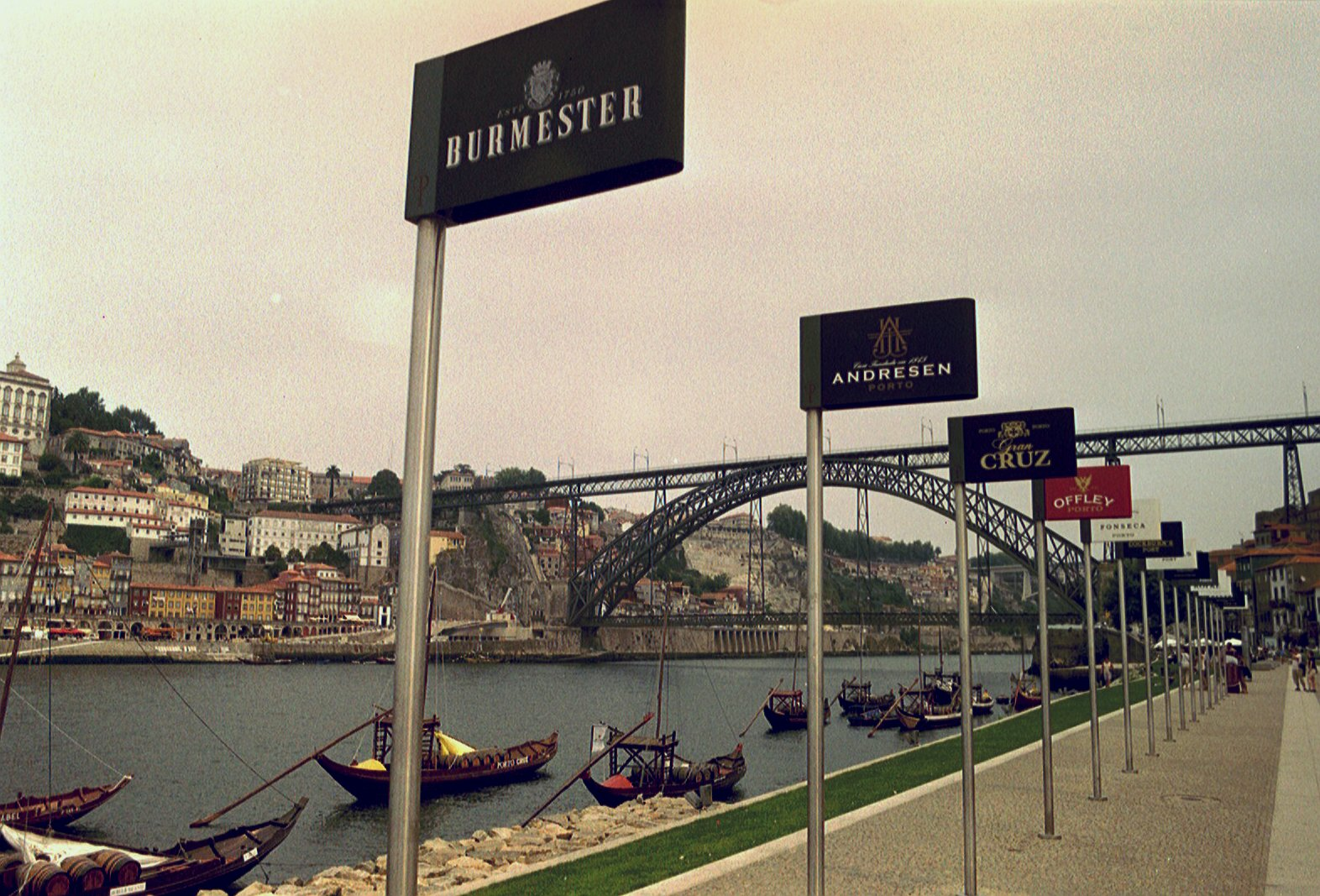
Các biển hiệu vang Porto dọc bờ sông Douro
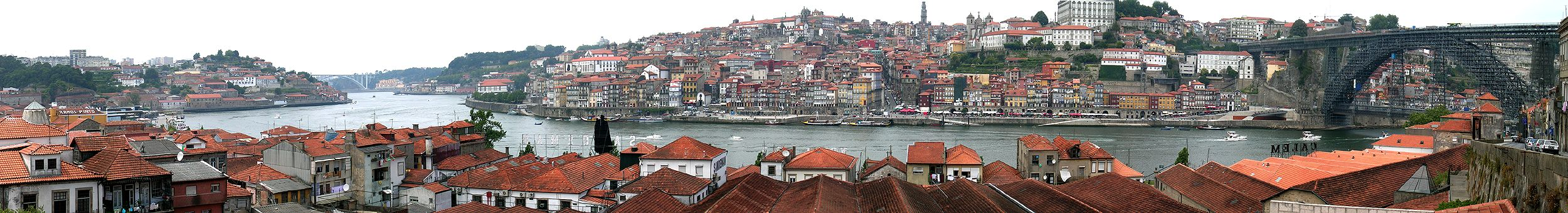
Cảnh quan Porto
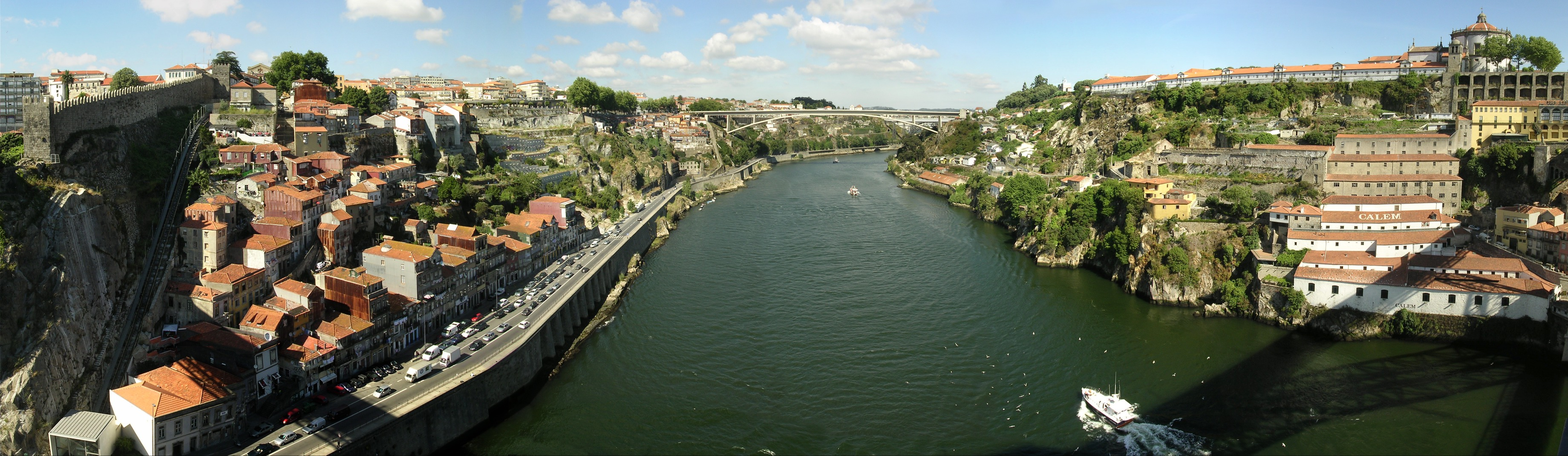
Sông Douro đoạn giữa Porto và Vila Nova de Gaia
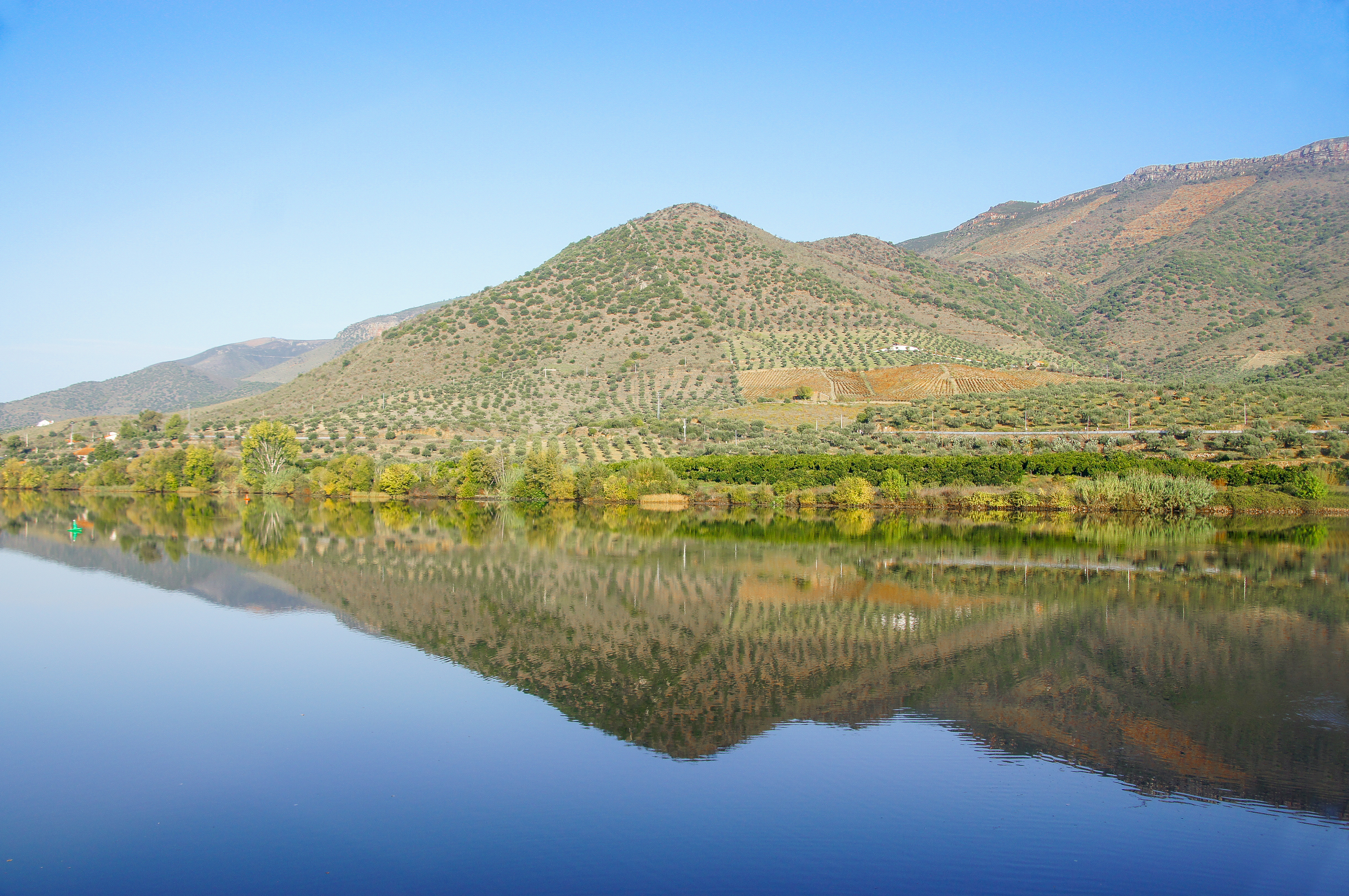
Sông quốc tế Douro đoạn gần Miranda
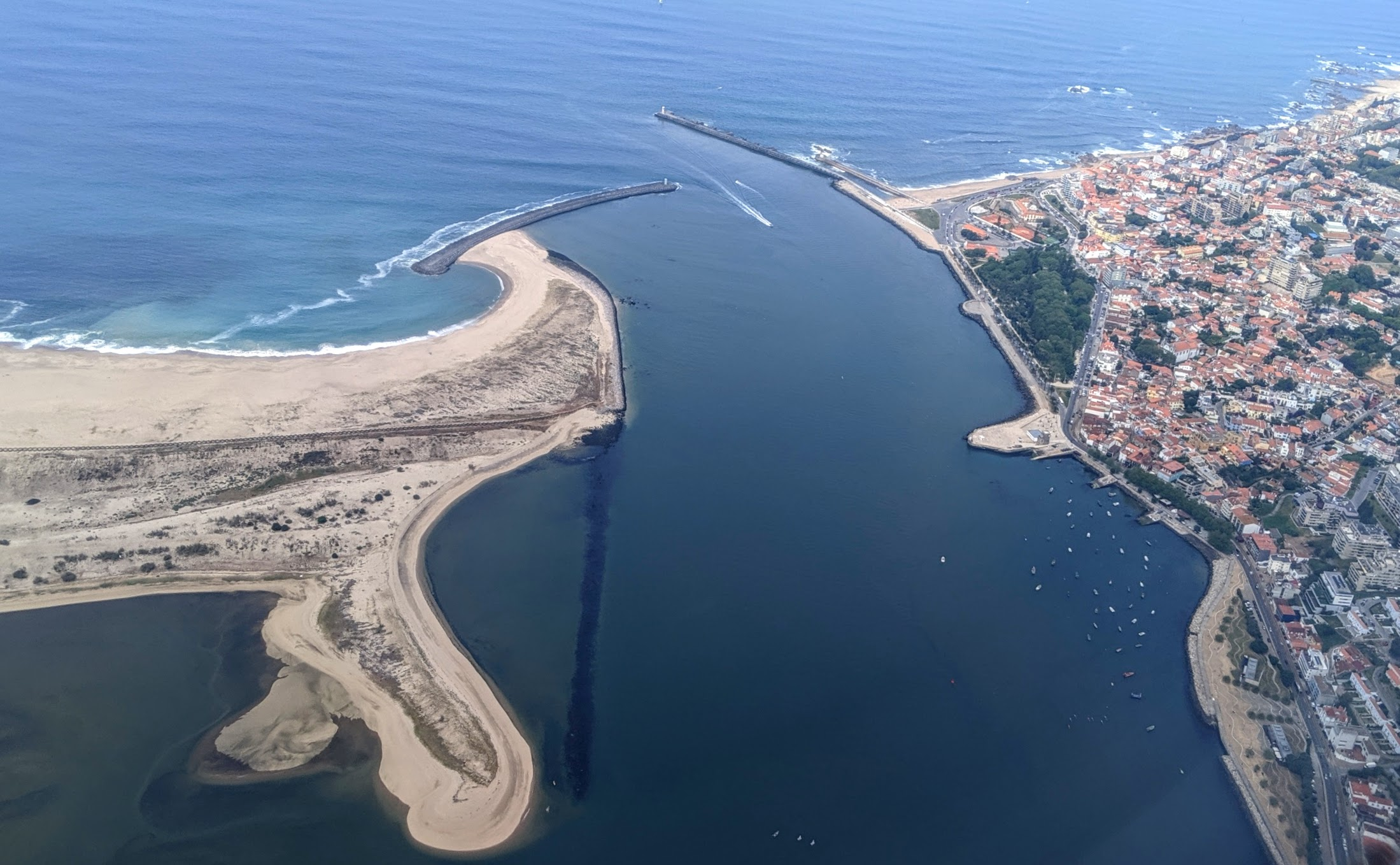
Vùng cửa sông Douro